# Abramiwśka Dołyna
Abramiwśka Dołyna (ukr. Абрамівська Долина) – wieś na Ukrainie, w obwodzie winnickim, w rejonie czerniweckim, nad Murafą. W 2001 roku liczyła 316 mieszkańców.